# Les Bas Quartiers
Pour plus de détails, voir Fiche technique et Distribution.
Les Bas Quartiers (Up the Junction) est un film britannique réalisé par Peter Collinson, sorti en 1968. Drame centré sur les différences de classes sociales, ce film culte s'inscrit dans la veine du Free Cinema des films de l'époque.

## Synopsis
La jeune et élégante Polly descend d'une Rolls-Royce qui l'a amenée du riche quartier londonien de Chelsea aux pauvres faubourgs de Battersea. Elle cherche du travail dans une usine, loue un appartement dans un bidonville, se lie d'amitié avec des collègues et fait la connaissance de Peter. Deux mondes s'affrontent alors : Polly recherche une « vie simple », elle s'émerveille devant Battersea et trouve tout beau, elle est venue ici pour ne pas devoir faire semblant, pour vivre de manière authentique et naturelle. Elle ne veut plus être un parasite ; car la richesse ne fait que détruire tout ce qui est bon et rend hypocrite et inutile. Peter, quant à lui, voit de la laideur là où Polly voit de la beauté ; il se rêve loin de l'environnement sordide où l'on n'a que la liberté d'être « un pauvre type ».
Ainsi, peu à peu, Polly découvre aussi les côtés réalistes et malsains du milieu, mais elle persiste malgré tout dans sa résolution. Un week-end, ils partent tous les deux en voiture de sport au bord de la mer, logent dans un hôtel de luxe, mangent dans les meilleurs restaurants conformément à l'idée que se fait Peter de la vie raffinée. Lorsqu'il fait allusion au fait que cette vie pourrait toujours continuer ainsi s'ils se mariaient, puisqu'elle a de l'argent, elle déclare son renoncement définitif à la richesse. Il en a assez et lui fait comprendre que tout le monde dans le quartier sait qu'elle est fondamentalement bourgeoise, qu'elle ne fait que s'apitoyer sur son sort en s'encanaillant. Ils se séparent. Peter est arrêté parce que la voiture de sport utilisée pour le trajet a été volée.
Avec l'aide d'un ami de son père, Polly parvient à revoir Peter ; mais leur deux positions sont inconciliables. À la fin, Polly se retrouve en pleurs et désemparée, prise entre deux mondes.

## Fiche technique
Sauf indication contraire, les informations mentionnées dans cette section peuvent être confirmées par la base de données cinématographiques IMDb,  présente dans la section « Liens externes ».
- Titre original : Up the Junction
- Titre français : Les Bas Quartiers ou Quartiers sans soleil[3]
- Réalisateur : Peter Collinson
- Scénario : Roger Smith d'après un recueil de nouvelles de Nell Dunn
- Photographie : Arthur Lavis
- Montage : John Trumper
- Musique : Mike Hugg, Manfred Mann
- Sociétés de production : BHE Films, Crasto
- Pays de production :  Royaume-Uni
- Langue de tournage : anglais britannique
- Format : Couleurs Technicolor - 2,35:1 - Son mono - 35 mm
- Durée : 119 minutes (1h59)
- Genre : Drame
- Dates de sortie :
  - Royaume-Uni : 25 janvier 1968
  - France : 2 janvier 1970[3]

## Distribution
- Suzy Kendall : Polly
- Dennis Waterman : Peter
- Maureen Lipman : Sylvie
- Adrienne Posta : Rube
- Liz Fraser : Mrs. McCarthy
- Linda Cole : Pauline
- Doreen Herrington : Rita
- Jessie Robins : Lil
- Barbara Archer : May
- Ruby Head : Edith
- Susan George : Joyce
- Sandra Williams : Sheilah
- Michael Robbins : Figgins
- Michael Gothard : Terry
- Billy Murray : Ray
- Michael Standing : John
- Alfie Bass : Charlie